# Polytremis
Polytremis es un género de mariposas de la familia Hesperiidae.

## Descripción
Especie tipo por designación original Gegenes contigua Mabille, 1877.

## Diversidad
Existen 19 especies reconocidas en el género

## Plantas hospederas
Las especies del género Polytremis se alimentan de plantas de la familia Poaceae. Las plantas hospederas reportadas incluyen los géneros Microstegium, Imperata, Miscanthus, Saccharum, Oryza, Phragmites, Sasa.